# 尾水管

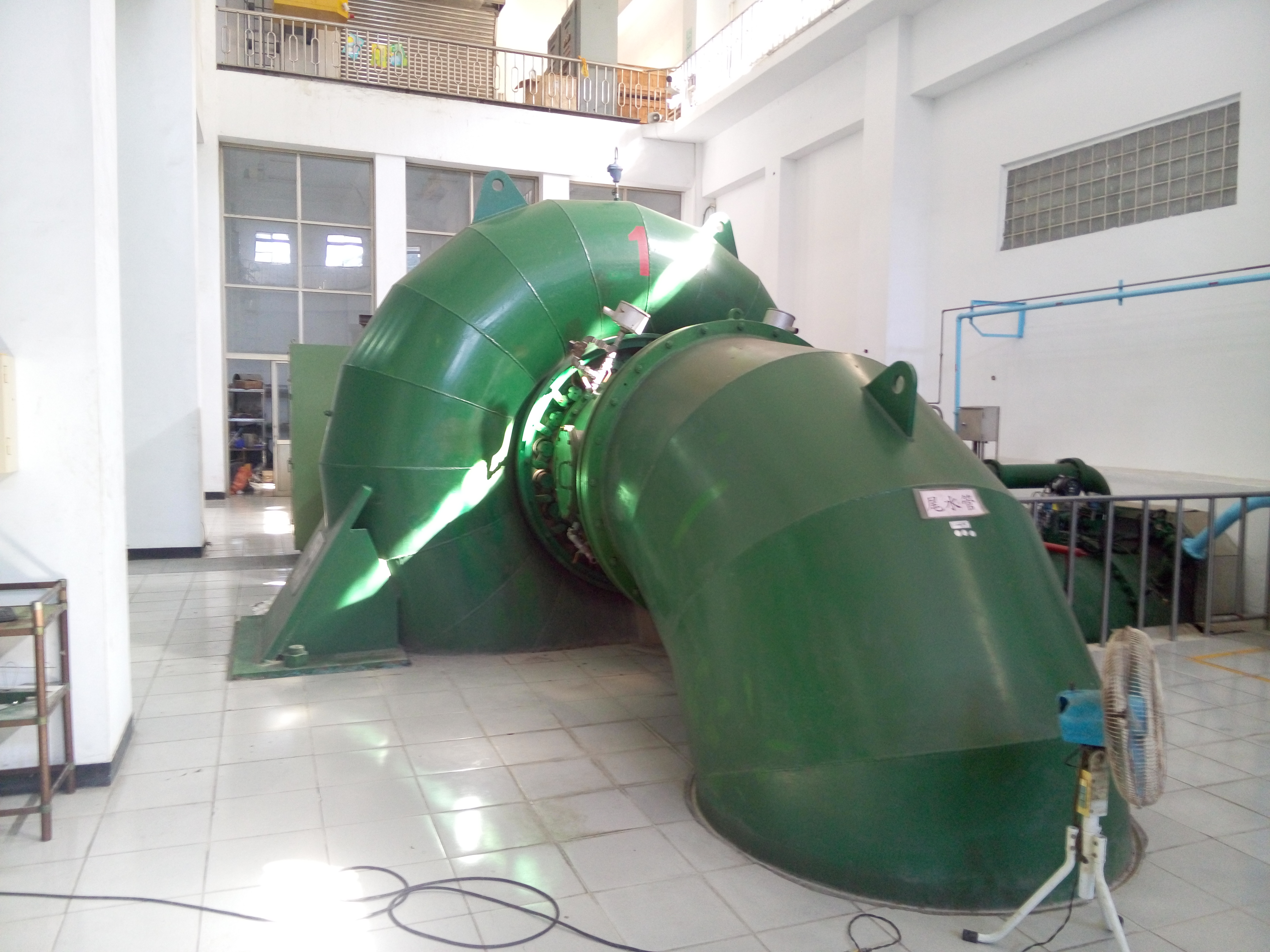
臺灣台電高屏發電廠六龜機組一號水輪機的尾水管

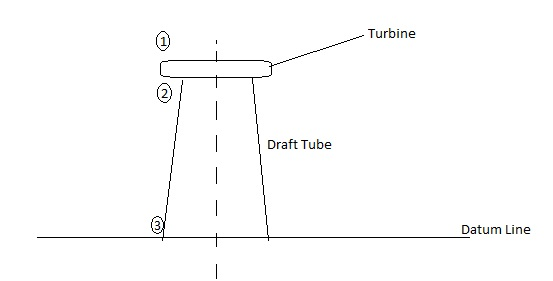
尾水管安裝於放水路之上的示意圖

尾水管（英語：Draft tube）是一種安裝於像是反擊式、卡布蘭式或是衝擊式水輪機水流出口的一種擴壓管路，尾水管是寬度漸寬的管路，因此速度會變慢，但壓力會隨之提高。
在衝擊式的水輪機中，它的有效可用水頭高度可以相當高，如果水輪機安裝位置與尾水放水路高度之間僅有幾米的話，在運轉效率上的優化並不明顯。然而，在反擊式水輪機中，如果淨水頭高度極低，並且水輪機安裝位置高於尾水高度，其有效水壓水頭高度會有相當的損失。如果水流在水輪機出口處的壓力比在尾水口還低，水流將會逆流回到水輪機中而損壞。透過將擴壓管安裝在水輪機轉輪出口處，可以降低出口水流速度，因此提高壓力水頭高度，可以有效提昇整體運轉效率及水輪機輸出效能。
在水輪機的末端加上尾水管，增加了水流流出時的壓力，但代價是速度會變慢。這意味著，水輪機內部可進一步的降低壓力，不用擔心水流從放水路回流。尾水管的設計，使得讓水輪機安裝於放水路的上方有了優勢，使得當水輪機必須進行定期檢修時，可以更容易施作。此外，它也使得原本水輪機轉輪出口處浪費掉的動能轉換為可利用的能量。

## 效能

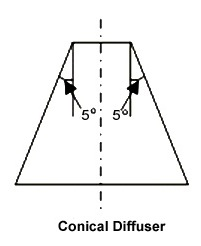
錐形尾水管的示意圖

它被定義為在尾水管入口處可用的動能實際轉換為壓力能的比率
ɳ = 在入口處，水流輸入管與輸出管的動能耗損差異
ɳdt = :{\displaystyle {\frac {(V_{2}^{2}-V_{3}^{2})-2gh_{d}}{V_{2}^{2}}}}
V2 = 在尾水管入口或在水輪機出口的水流速度
V3 = 在尾水管出口的水流速度
g= 重力加速度
hd = 尾水管水頭損失
尾水管允許水輪機安裝於放水路的上方運轉，並且同時允許水輪機如果直接安裝於放水路上，仍能以相同的效率運轉。

## 尾水管與氣穴現象

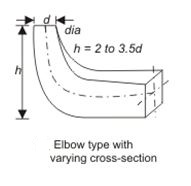
具有不同橫截面的彎管

氣穴現象發生於當所在地的絕對壓力下降至水的溫度飽和蒸汽壓之下，而產生。 尾水管的設計高度是作為避免產生氣穴現象的一項重要參考因素。透果使用伯努利方程來計算尾水管內轉輪出口與水流排放點之間，並且忽略任何尾水管內的水頭損失：{\displaystyle z_{2}\,+\,{\frac {p_{2}}{\rho g}}\,+\,{\frac {V_{2}^{2}}{2\,g}}\,=\,z_{3}\,+\,{\frac {p_{3}}{\rho g}}\,+\,{\frac {V_{3}^{2}}{2\,g}},}
z2 = z （尾水管高度）
z3 = 放水路高度，該數值設為基準線。 (=0)
p2 = 轉輪出口的壓力
p3 = 預估壓力
{\displaystyle {\frac {p_{2}}{\rho g}}\,=\,-\,\left[z\,+\,{\frac {V_{2}^{2}-V_{3}^{2}}{2\,g}}\right]\,}
由於尾水管所代表的擴壓管 V3 始終小於 V2 此意味著 p2 總是負值，也使得尾水管的高度成為了避免產生氣穴現象的一個重要參考數值。

## 尾水管類型
1. 錐形擴壓管或直向分歧管[2]：這種類型的尾水管共包含一條錐形擴壓管以及一個大多不會大於等於10°的半角，以防止流體分離。它通常利用於低轉速，以及豎軸的法蘭西斯式水輪機。這種類型的尾水管效率為90％
2. 簡易的彎管型尾水管：這種類型的尾水管包含了一條延長的彎管。通常，這種類型的尾水管都會用於水輪機的安裝位置距離放水路相當近的案例。它有助於降低挖掘費用，但其水流出口斷面的直徑應盡可能設計到容許值內的最大以利於回收轉輪出口的動能，不過這種尾水管的效率減少近60％。
3. 具有不同橫截面的彎管型尾水管[2]：這種類型的尾水管類似於彎管型，僅除了彎曲部份出口的橫截面會變化為矩形。而此種尾水管的水平部份通常設計為向上傾斜的，以防止空氣從出口端竄入。[4]

## 資料來源
1. 1 2  Elementary Draft Tube Theory (.   [2013-05-29]. （原始内容存档于2013-05-10）.)
2. 1 2 3 4  . 鵬芃科藝.   [2015-12-30]. （原始内容存档于2016-05-04） （中文（中国大陆））.
3. ↑  Valan Arasu A , “Turbo Machines”, Vikas Publishing House, Chapter 9, Page 402
4. 1 2  Valan Arasu A , “Turbo Machines”, Vikas Publishing House, Chapter 9, Page 403
5. ↑  Ingram Grant, Basic Concepts in TurboMachinery, Chapter 9, Article 9.4.3